# Шагиров, Амин Кабцуевич
Ами́н Кабцу́евич Шаги́ров — советский и российский лингвист-кавказовед. Специалист по сравнительно-исторической грамматике, этимологии, диалектологии, лексикологии и лексикографии кабардинского и других западнокавказских языков. Заведующий отделом каказских языков Института языкознания РАН в 1998—2002 гг.

## Биография
В 1947 г. поступил на отделение кавказских языков филологического факультета Тбилисского государственного университета, с отличием окончил университет в 1952 г. Затем учился в аспирантуре при секторе кавказских языков Института языкознания АН СССР в Москве. В 1955 г. защитил кандидатскую диссертацию «Особенности малкинского говора кабардинского языка». Был принят на работу в сектор (впоследствии — отдел) кавказских языков, в котором проработал до 2002 года, в том числе возглавлял отдел с 1998 г. по 2002 г. до переезда в Нальчик.
В 2002—2003 гг. — ведущий научный сотрудник отдела кабардино-черкесского языка ИГИ Правительства КБР и КБНЦ РАН.
Докторскую диссертацию «Основные вопросы синхронного и сравнительно-исторического анализа лексики адыгских языков» защитил в 1970 году в Институте языкознания Грузинской ССР. 
Ещё будучи аспирантом, некоторое время преподавал кабардинский язык в ГИТИСе им. А.В. Луначарского. Позже, в 1986—1988 гг., преподавал кабардинский язык в Театральном училище им. Б.В. Щукина.
Заслуженный деятель науки Кабардино-Балкарской АССР (1980). Член-корреспондент (1991), затем действительный член Российской академии естественных наук (1994). Почетный член Абхазской академии наук (1997). Член Европейского кавказоведческого общества. Автор свыше ста научных работ.

## Основные труды
- Шагиров А. К. Сравнительная характеристика системы склонения в адыгских языках // Вопросы изучения иберийско-кавказских языков. М., 1961. С. 46—71.
- Шагиров А. К. Очерки по сравнительной лексикологии адыгских языков. Нальчик, 1962. — 212 с.
- Шагиров А. К. Кабардинский язык // Языки народов СССР. Т. IV. Иберийско-кавказские языки. М., 1967. С. 165—183.
- Шагиров А. К. Малкинский говор // Очерки кабардино-черкесской диалектологии. Нальчик, 1969. С. 290—329.
- Шагиров А. К. Вопросы сравнительно-исторического и этимологического исследования лексики адыгских языков. Нальчик, 1971. — 39 с.
- Шагиров А. К. Этимологический словарь адыгских (черкесских) языков. В 2 т. М., 1977. — 512 с.
- Шагиров А. К. Материальные и структурные общности лексики абхазо-адыгских языков. М., 1982. — 164 с.
- Шагиров А. К. Заимствованная лексика абхазо-адыгских языков. М., 1989. — 190 с.

## О нём
- Адыгская (черкесская) энциклопедия / М.А. Кумахов (гл. ред). М., 2006. С. 1100.
- Керашева З. И. Рец.: А. К. Шагиров. Этимологический словарь адыгских (черкесских) языков. В 2 т. М., 1977. // Вопросы языкознания. 1979. №5. С. 148—152.
- Кто есть кто в кавказоведении: Библиографический cловар-справочник. М.: Academia, 1999. С. 177.
- Мамрешев К.Т. Важный сдвиг в адыгской лексикологии // Уч. зап. КБНИ. Т. ХХ. Нальчик, 1964. С. 261—267.
- О кончине А.К. Шагирова // Кавказоведение. 2004. №5.
- Юдакин А. П. Ведущие языковеды мира. М., 2000. С. 817—818.